# Râul Murătoarei
Râul Murătoarei este un curs de apă, afluent al râului Bâsca Chiojdului. 